# Kriegsministerium der Vereinigten Staaten

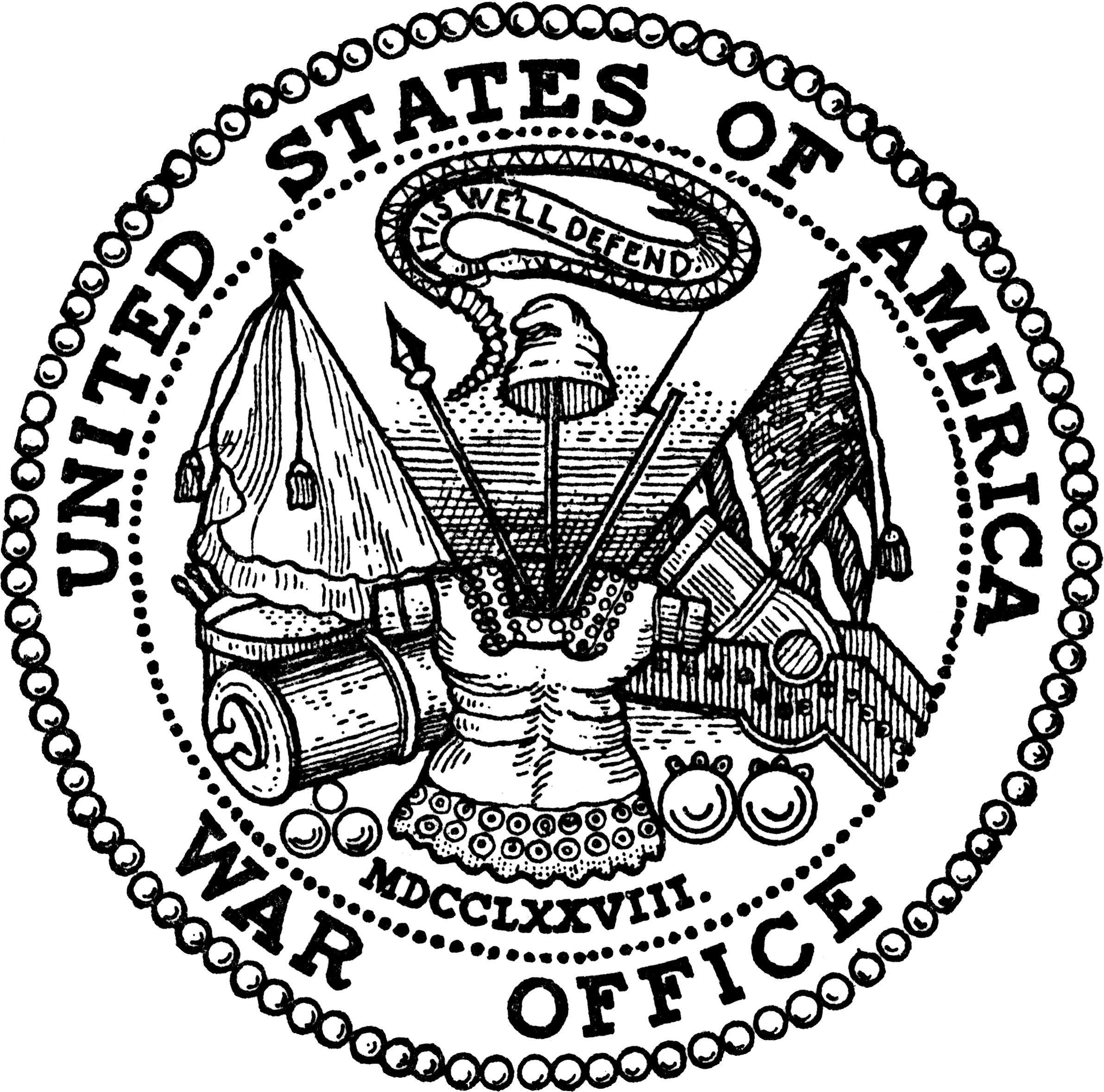
Siegel des Kriegsministeriums

Das Kriegsministerium der Vereinigten Staaten (englisch United States Department of War) war von 1789 bis 1947 das für die Landstreitkräfte verantwortliche Ministerium der USA. Es wurde 1947 in das Department of the Army des Verteidigungsministeriums überführt.

## Kriegsminister
Das Ministerium wurde vom Kriegsminister (Secretary of War) geleitet. Der Kriegsminister war auch Mitglied des Kabinetts. Er war anfangs für alle militärischen Angelegenheiten verantwortlich. 1798 wurde erstmals ein Marineminister (Secretary of the Navy) ins Kabinett berufen. Dadurch beschränkte sich der Aufgabenbereich des Kriegsministers fortan auf das Heer.
1947 wurden die Bereiche unter dem Verteidigungsministerium zusammengeführt. Das Amt des Kriegsministers wurde durch das des Heeres-Staatssekretärs (Secretary of the Army) ersetzt. Für die gleichzeitig von der US Army abgespaltene Luftwaffe wurde zudem ein gleichrangiger Posten, der des Luftwaffen-Staatssekretärs (Secretary of the Air Force) eingeführt. Beide sind jedoch keine Mitglieder des Kabinetts mehr, sondern dem Verteidigungsminister unterstellt und im Rang einem Staatssekretär vergleichbar.

## Liste der Kriegsminister
| Nr. | Bild | Name                           | Amtszeit  | unter US-Präsident                     |
| --- | ---- | ------------------------------ | --------- | -------------------------------------- |
| 1   |      | Henry Knox                     | 1789–1794 | George Washington                      |
| 2   |      | Timothy Pickering              | 1795      | George Washington                      |
| 3   |      | James McHenry                  | 1796–1800 | George Washington, John Adams          |
| 4   |      | Samuel Dexter                  | 1800–1801 | John Adams                             |
| 5   |      | Henry Dearborn                 | 1801–1809 | Thomas Jefferson                       |
| 6   |      | William Eustis                 | 1809–1813 | James Madison                          |
| 7   |      | John Armstrong Jr.             | 1813–1814 | James Madison                          |
| 8   |      | James Monroe                   | 1814–1815 | James Madison                          |
| 9   |      | William Harris Crawford        | 1815–1816 | James Madison                          |
| 10  |      | John Caldwell Calhoun          | 1817–1825 | James Monroe                           |
| 11  |      | James Barbour                  | 1825–1828 | John Quincy Adams                      |
| 12  |      | Peter Buell Porter             | 1828–1829 | John Quincy Adams                      |
| 13  |      | John Henry Eaton               | 1829–1831 | Andrew Jackson                         |
| 14  |      | Lewis Cass                     | 1831–1836 | Andrew Jackson                         |
| 15  |      | Joel Roberts Poinsett          | 1837–1841 | Martin Van Buren                       |
| 16  |      | John Bell                      | 1841      | William Henry Harrison, John Tyler     |
| 17  |      | John Canfield Spencer          | 1841–1843 | John Tyler                             |
| 18  |      | James Madison Porter           | 1843–1844 | John Tyler                             |
| 19  |      | William Wilkins                | 1844–1845 | John Tyler                             |
| 20  |      | William Learned Marcy          | 1845–1849 | James K. Polk                          |
| 21  |      | George Walker Crawford         | 1849–1850 | Zachary Taylor                         |
| 22  |      | Charles Magill Conrad          | 1850–1853 | Millard Fillmore                       |
| 23  |      | Jefferson Finis Davis          | 1853–1857 | Franklin Pierce                        |
| 24  |      | John Buchanan Floyd            | 1857–1860 | James Buchanan                         |
| 25  |      | Joseph Holt                    | 1861      | James Buchanan                         |
| 26  |      | Simon Cameron                  | 1861–1862 | Abraham Lincoln                        |
| 27  |      | Edwin M. Stanton               | 1862–1868 | Abraham Lincoln, Andrew Johnson        |
| 28  |      | John McAllister Schofield      | 1868–1869 | Andrew Johnson                         |
| 29  |      | John Aaron Rawlins             | 1869      | Ulysses S. Grant                       |
| 30  |      | William Tecumseh Sherman       | 1869      | Ulysses S. Grant                       |
| 31  |      | William Worth Belknap          | 1869–1876 | Ulysses S. Grant                       |
| 32  |      | Alphonso Taft                  | 1876      | Ulysses S. Grant                       |
| 33  |      | James Donald Cameron           | 1876–1877 | Ulysses S. Grant                       |
| 34  |      | George Washington McCrary      | 1877–1879 | Rutherford B. Hayes                    |
| 35  |      | Alexander Ramsey               | 1879–1881 | Rutherford B. Hayes                    |
| 36  |      | Robert Todd Lincoln            | 1881–1885 | James A. Garfield, Chester A. Arthur   |
| 37  |      | William Crowninshield Endicott | 1885–1889 | Grover Cleveland                       |
| 38  |      | Redfield Proctor               | 1889–1891 | Benjamin Harrison                      |
| 39  |      | Stephen Benton Elkins          | 1891–1893 | Benjamin Harrison                      |
| 40  |      | Daniel Scott Lamont            | 1893–1897 | Grover Cleveland                       |
| 41  |      | Russell Alexander Alger        | 1897–1899 | William McKinley                       |
| 42  |      | Elihu Root                     | 1899–1904 | William McKinley, Theodore Roosevelt   |
| 43  |      | William Howard Taft            | 1904–1908 | Theodore Roosevelt                     |
| 44  |      | Luke Edward Wright             | 1908–1909 | Theodore Roosevelt                     |
| 45  |      | Jacob McGavock Dickinson       | 1909–1911 | William Howard Taft                    |
| 46  |      | Henry Lewis Stimson            | 1911–1913 | William Howard Taft                    |
| 47  |      | Lindley Miller Garrison        | 1913–1916 | Woodrow Wilson                         |
| 48  |      | Newton Diehl Baker             | 1916–1921 | Woodrow Wilson                         |
| 49  |      | John Wingate Weeks             | 1921–1925 | Warren G. Harding, Calvin Coolidge     |
| 50  |      | Dwight Filley Davis            | 1925–1929 | Calvin Coolidge                        |
| 51  |      | James William Good             | 1929      | Herbert Hoover                         |
| 52  |      | Patrick Jay Hurley             | 1929–1933 | Herbert Hoover                         |
| 53  |      | George Henry Dern              | 1933–1936 | Franklin D. Roosevelt                  |
| 54  |      | Harry Hines Woodring           | 1936–1940 | Franklin D. Roosevelt                  |
| 55  |      | Henry Lewis Stimson            | 1940–1945 | Franklin D. Roosevelt, Harry S. Truman |
| 56  |      | Robert Porter Patterson        | 1945–1947 | Harry S. Truman                        |
| 57  |      | Kenneth Claiborne Royall       | 1947      | Harry S. Truman                        |